# سوگورو گوتو
سوگورو گوتو (انگلیسی: Suguru Goto؛ زادهٔ ۱ ژانویهٔ ۱۹۶۶) موسیقی‌دان اهل ژاپن است.